# 1070-talet

## Händelser
- Klosterkyrkan i Jumiège i Normandie invigs. Se Konstens historia: Frankrike.
- 1076 - Slaget vid Manzikert

## Födda
- 1073 - Magnus Barfot, kung av Norge.

## Avlidna
- Halsten, kung av Sverige.
- 21 april 1073 - Alexander II, påve.